# Yogetor
Yogetor is een geslacht van spinnen uit de familie springspinnen (Salticidae).

## Soorten
De volgende soorten zijn bij het geslacht ingedeeld:
- Yogetor bellus Wesolowska & Russell-Smith, 2000
- Yogetor spiralis Wesolowska & Tomasiewicz, 2008